# La Partida (Coahuila)
La Partida es una localidad situada en el municipio de Torreón, en el estado mexicano de Coahuila de Zaragoza. Según el censo de 2020, tiene una población de 4222 habitantes.
Es la principal población del extenso pero escasamente poblado sector este del municipio de Torreón, que está aislado geográficamente de la cabecera municipal. Se encuentra seco la mayor parte del tiempo debido al clima y el agua que le llega se utiliza para la irrigación de campos agrícolas. La propia La Partida es un ejido que aprovecha esta situación.
La principal vía de comunicación de La Partida es la Carretera Torreón-La Partida (Carretera Coahuila 70).
Su aniversario o fecha de creación es el 8 de noviembre.

## Personas destacadas
- Oribe Pealta, exfutbolista.[4]